# Mustafa Sarp
Mustafa Sarp (Bakırköy, 5 novembre 1980) è un allenatore di calcio ed ex calciatore turco, di ruolo centrocampista, vice allenatore del Trabzonspor.